# Jednotná škola
A Jednotná škola (lapcímének magyar fordítása Egységes iskola)  szlovák nyelven megjelenő pedagógiai szaklap volt az egykori Csehszlovákiában. A havilapot a Szlovák Pedagógiai Lapkiadó vállalat jelentette meg Pozsonyban. Az 1970-es években 4000-es példányszámban adták ki.